# Фоум Лејк (Саскачеван)
Фоум Лејк (енгл. Foam Lake) је малено урбано насеље са административним статусом варошице у источном делу централног Саскачевана у Канади. Насеље лежи на месту где преко трансканадског аутопута 16 пролази провинцијски друм 310 на око 220 км југоисточно од највећег града у провинцији Саскатуна. Најближи већи град је Јорктон који лежи неких 100 км југоисточније, док је најближе насеље варошица Вадина (45 км северозападно).

## Историја
Почетком лета 1882. у ово подручје се са породицом доселио извесни Џошуа Милигам, енглески трговац крзнима. Како је у географском смисли ово било подручје са бројним плитким језерима која су се током лета често претварала у баруштине по чијим обалама се појављивала беличаста пена, Милигам је целу област назвао Фоум Лејк или Пенасто језеро. Године 1892. у то подручје се доселила мања група Исланђана, а у првој деценији 20. века и значајнија усељеничка струја из Украјине (нарочито након изградње железнице 1904), тако да и данас потомци украјинских досељеника чине скоро половину укупне популације у вароши.
Прве јавне грађевине у насељу су саграђене 1907, а већ следеће године Фоум Лејк је добио и службени статус села. Насеље је од 1924. административно уређено као варошица.

## Демографија
Према резултатима пописа становништва из 2011. у варошици је живело 1.148 становника у укупно 599 домаћинстава, што је за 2,2% више у односу на 1.123 житеља колико је регистровано  приликом пописа 2006. године.
| 2001. | 2006. | 2011. |
| ----- | ----- | ----- |
| 1,218 | 1,123 | 1,148 |